# Adolf Keller
Adolf Keller, född 7 februari 1872, död 10 februari 1963, var en tysk teolog.
Keller var verksam inom de kyrkliga enhetssträvandena och direktor för det på svenskt initiativ vid ekumeniska mötet i Stockholm 1925 grundade socialvetenskapliga institutet i Genève. Han var medutgivare av tidskriften Stockholm.